# AGO C.II
L'AGO C.II, designazione aziendale DH7, fu un aereo da ricognizione biplano sviluppato dall'azienda tedesco imperiale AGO Flugzeugwerke GmbH negli anni dieci del XX secolo.
Derivato dal precedente C.I, del quale manteneva l'insolito aspetto caratterizzato dal gruppo motoelica in configurazione spingente ed una struttura a doppia trave di coda, venne principalmente utilizzato dalla Luftstreitkräfte, la componente aerea del Deutsches Heer (l'esercito imperiale tedesco), durante la prima guerra mondiale.

## Storia del progetto
Nel 1915, dopo aver avviato alla produzione il DH6, identificato secondo il sistema di designazione Idflieg C.I in quanto primo modello costruito dall'azienda a rispondere alle specifiche C-Typ (biposto da ricognizione armati), essendo divenuto disponibile il più potente motore Benz Bz.IV, l'AGO avviò quello stesso anno lo sviluppo del modello per adattarlo alle caratteristiche della nuova unità. Benché riproponesse la stessa architettura, un 6 cilindri in linea raffreddato a liquido, dei Mercedes D.III o un Benz Bz.III utilizzati sul precedente modello, il Bz.IV era in grado di garantire un incremento di potenza disponibile di 60-70 PS (44-51,5 kW) così da poter disporre di un modello dalle maggiori prestazioni generali.
Oltre alla nuova unità il lavoro di sviluppo diretto dal capo dell'ufficio tecnico August Häfeli interessò anche la cellula, con un lavoro di affinamento aerodinamico generale ed un nuovo disegno dei piani orizzontali triangolari. Ne venne realizzata anche una variante dalla diversa velatura, sempre biplana ma dall'apertura portata dagli originari 14,48 m alla misura di 18,3 m e per questo dotata di tre anziché due coppie di montanti interalari per lato.

## Tecnica

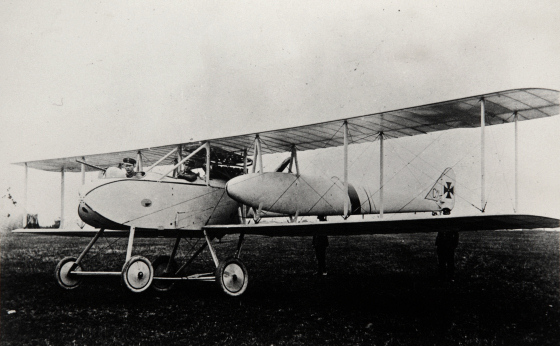
Un C.II a terra.

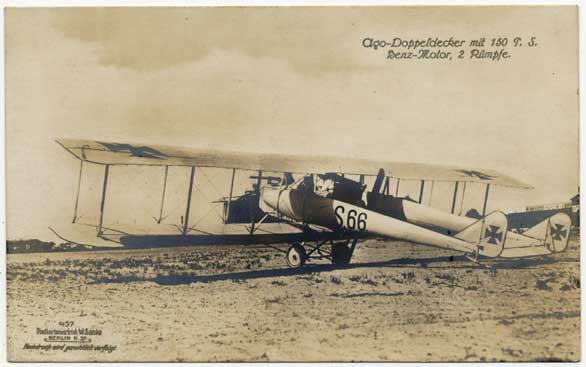
Vista psoteriore.

L'AGO C.II era un velivolo dall'aspetto anticonvenzionale che riproponeva l'impostazione generale dell precedente C.I e dei pari ruolo  francese Farman MF.11 e del britannico Airco DH.1, biposto monomotore ad elica spingente e carrello fisso, introducendo tuttavia alcune significative differenze.
La gondola centrale, a sezione rettangolare e realizzata con struttura in legno ricoperta di pannelli in compensato e tela trattata, era caratterizzata da due abitacoli aperti in tandem, l'anteriore destinato all'osservatore con funzione anche di mitragliere difensivo ed il posteriore al pilota.
La configurazione alare era biplana con ala superiore, posizionata alta a parasole, ed inferiore, posizionata bassa rispetto alla gondola centrale, dalla medesima apertura, collegate tra loro da una doppia (a volte tripla) coppia di montanti per lato integrati da tiranti in cavetto in acciaio. Alla coppia più interna erano collegate le due travi di coda che si prolungavano in altrettanti elementi verticali caratterizzati da una pinna dorsale triangolare abbinata ad un timone, collegati tra loro da un unico piano orizzontale integrato da tiranti.
Il carrello d'atterraggio era un quadriciclo fisso, molto semplice, montato su una struttura tubolare al di sotto della gondola centrale, dotato di ruote di grande diametro, integrato posteriormente con una coppia di pattini d'appoggio ammortizzati posizionati all'apice posteriore di ogni trave di coda.
La propulsione era affidata ad un motore Benz Bz.IV, un 6 cilindri in linea raffreddato a liquido in grado di erogare una potenza pari a 220 PS (162 kW), posizionato all'apice posteriore della gondola centrale in configurazione spingente ed abbinato ad un'elica bipala in legno a passo fisso. L'impianto di raffreddamento prevedeva l'installazione di due radiatori posizionati ai lati della gondola centrale.
L'armamento difensivo era costituito da una singola mitragliatrice Parabellum MG 14 calibro 7,92 mm montata su supporto brandeggiabile ad anello sull'abitacolo anteriore.

## Versioni
C.II
versione di serie.
C.IIw
versione idrovolante a scarponi, realizzata in 2 esemplari ed utilizzato dalla Kaiserliche Marine.

## Utilizzatori
Germania
- Luftstreitkräfte
- Kaiserliche Marine